# Resurrezione di Lazzaro (Duccio)
La Resurrezione di Lazzaro è un dipinto del pittore senese Duccio di Buoninsegna realizzato nel 1310-1311 e conservato nel Kimbell Art Museum di Fort Worth negli Stati Uniti d'America.
Il dipinto faceva parte della predella della Maestà del Duomo di Siena.

## Descrizione e stile
Rappresenta la risurrezione operata miracolosamente da Gesù su Lazzaro davanti agli occhi di una delle sue sorelle.
L'opera mostra un curioso dialogo tra coloro che hanno partecipato al miracolo, rappresentati dai gesti e dagli sguardi dei testimoni dell'evento. Il paesaggio è costituito da rocce innaturali, piuttosto simboliche.